# 다나카다테 아이키쓰
다나카다테 아이키쓰(일본어: 田中舘 愛橘, 1859년 10월 16일 ~ 1952년 5월 21일)는 일본의 지구물리학자이다. 도쿄 제국대학 명예교수, 제국학사원 회원으로 임명되었으며 문화훈장 수상자이다.